# فيلي باركر (لاعب كرة قدم أمريكية)
فيلي باركر (بالإنجليزية: Willie Parker)‏ هو لاعب كرة قدم أمريكية أمريكي، ولد في 12 مارس 1945 في باستروب في الولايات المتحدة.

## وصلات خارجية
- فيلي باركر على موقع مرجع كرة القدم المحترفة.كوم (الإنجليزية)
- فيلي باركر على موقع JustSportsStats.com (الإنجليزية)